# Agnus Dei orden

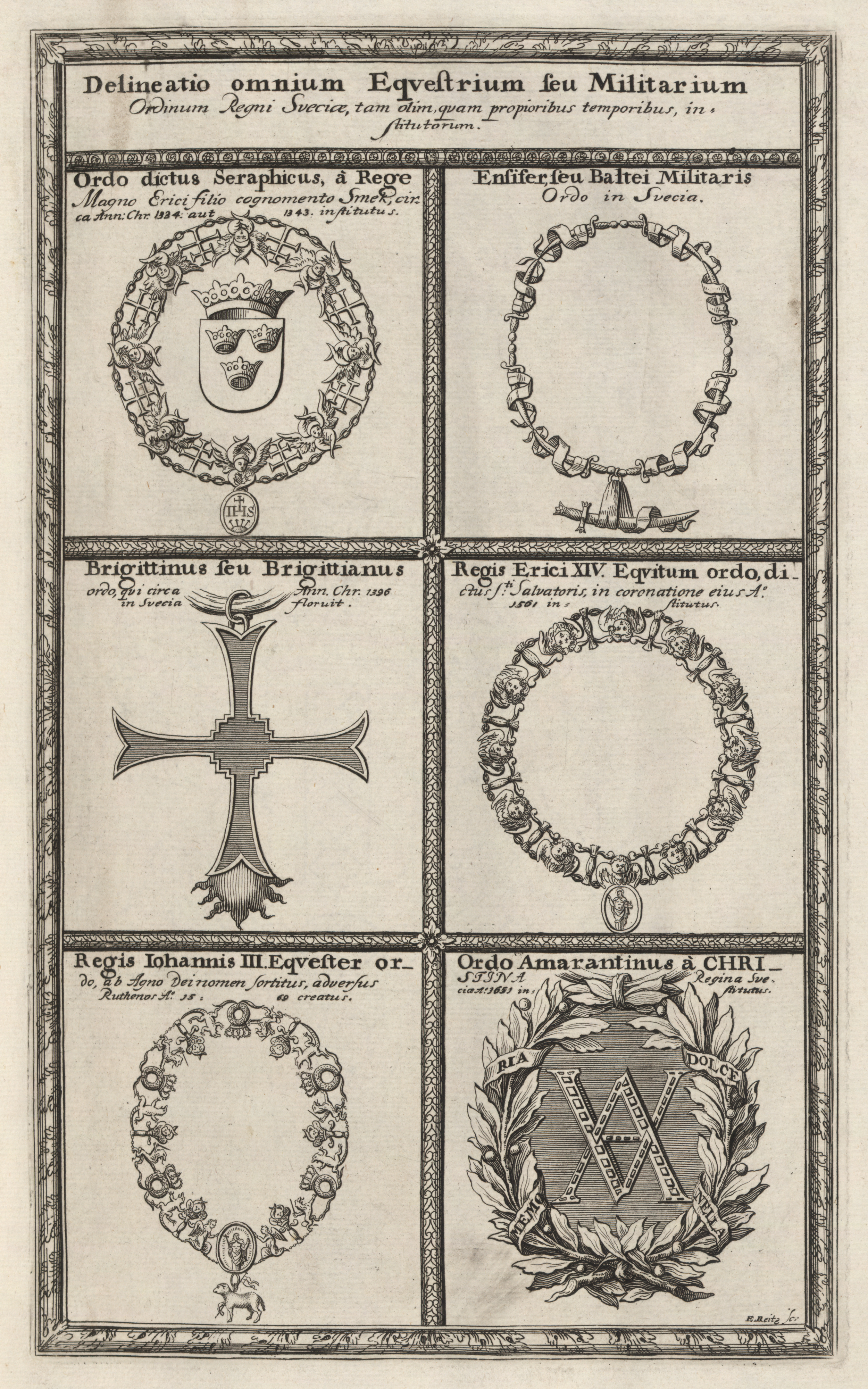
Agnus dei-orden nere i vänstra hörnet, avbildad i Suecia antiqua et hodierna.

Agnus dei-orden ("Guds lamms orden") var en svensk förmodad riddarorden instiftad av Johan III. Kanske kom den till kring 1578 då kungen enligt den spanske ambassadören ska ha burit ett ordenstecken i svart sidenband som han just hade eller var på väg att instifta. Exakt hur orden såg ut är oklart, och det verkar finnas flera varianter. På ett porträtt avbildas kungen med en guldkedja av ovala länkar, från vilken det hänger en fyrsidig medaljong med frälsarens bild, omgiven av stenar och fyra keruber. I ett av Johans sigill syns en mer detaljerad kedja, bildad av krönta lagerkransar hållna av ett upprest lejon med svärd och en ödla, alternerande med krönta vasar med änglar. Kedjans medaljong hålls av två änglar och innehåller en bild av frälsaren och under den hänger en bild av lammet med korsfanan. Denna version återfinns senare i Suecia antiqua et hodierna.